# Liste von Oberrabbinern

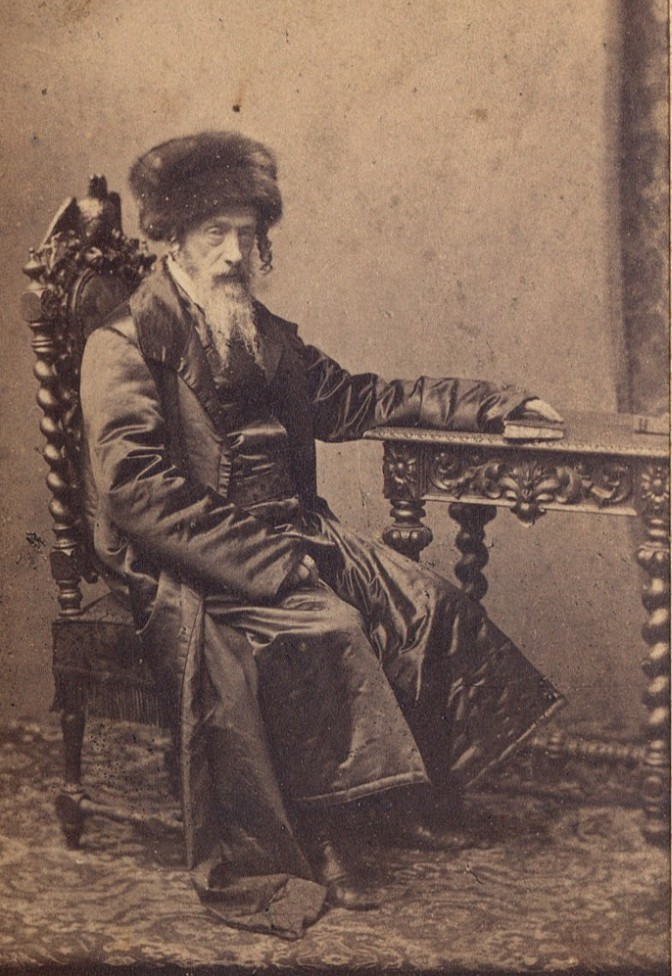
Dow Ber Meisels, Großrabbiner von Krakau (1832–1856) und Warschau (1856–1861)

Dies ist eine Liste von Oberrabbinern. Oberrabbiner, seltener Großrabbiner, ist die Bezeichnung für den obersten Rabbiner der jüdischen Gemeinde einer größeren Stadt oder eines Landes. Obwohl das Judentum keine zentrale Autorität kennt, entwickelte sich die Gewohnheit, den Ober- oder Großrabbiner eines Landes oder einer Stadt als jeweils höchste religiöse Instanz anzuerkennen. Als Erbe der britischen Mandatszeit gibt es zum Beispiel für den Staat Israel ein Großrabbinat.
Hinter dem Namen eines Oberrabbiners folgen häufig die Buchstaben ABD (Av Beth Din).
In Israel gibt es zwei Oberrabbiner – einen aschkenasischen und einen sephardischen. Seit Juli 2013 bekleiden David Lau und Jitzchak Josef das Amt des Oberrabbiners in Israel. Beide sind Söhne früherer Oberrabbiner, nämlich von Israel Meir Lau bzw. von Ovadia Yosef.

## Oberrabbiner in Israel

### Aschkenasisch
- Isaak HaLevy Herzog (1949–1959)
- Isser Jehuda Unterman (1964–1973)
- Schlomo Goren (1973–1983)
- Avraham Shapira (1983–1993)
- Israel Meir Lau (1993–2003)
- Jona Metzger (2003–2013)
- David Lau (2013–2024)
- Kalman Bar (2024–)

### Sephardisch
- Ben-Zion Meir Hai Uziel (1939–1953)
- Jitzchak Nissim (1955–1973)
- Ovadja Josef (1973–1983)
- Mordechai Elijahu (1983–1993)
- Eliyahu Bakshi-Doron (1993–2003)
- Shlomo Amar (2003–2013)
- Jitzchak Josef (2013–)

## Andere Staaten

### In Europa
Armenien 
- Gershon Meir Burshtein

  Dänemark 
- Marcus Melchior (1947–1969)
- Bent Melchior (1970–1996)
- Bent Lexner (1996–2014)
- Jair Melchior (seit 2014)

  England 
Aschkenasisch
- Tevele Schiff (1765–1766 und 1780–1791)
- Solomon Hirschell (1802–1842)
- Nathan Marcus Adler (1845–1890)
- Hermann Adler (1891–1911)
- Joseph Hertz (1913–1946)
- Sir Israel Brodie (1948–1965)
- Sir Immanuel Jakobovits (1966–1991)
- Jonathan Sacks (1991–2013)
- Ephraim Mirvis (seit 2013)

Sephardisch
- Moses Gaster (1887–1918)

Reformjudentum
- Laura Janner-Klausner (2011–2020)

 Finnland 
- Abraham Werner (1881–1891)

 Frankreich 
- Abraham Vita de Cologna (1808–1826)
- Emmanuel Deutz (1810–1842)
- Marchand Ennery (1846–1852)
- Salomon Ulmann (1853–1865)
- Lazare Isidor (1867–1888)
- Zadoc Kahn (1889–1905)
- Alfred Lévy (1907–1919)
- Israël Lévi (1920–1939)
- Isaïe Schwartz (1939–1952)
- Jacob Kaplan (1955–1980)
- René Samuel Sirat (1981–1987)
- Joseph Sitruk (1987–2008)
- Gilles Bernheim (2009–2013)
- Haïm Korsia (seit 2014)

  Irland 
- Isaak HaLevy Herzog (1921–1936)
- Immanuel Jakobovits (1949–1958)
- Isaac Cohen (1959–1979)

- David Rosen (1979–1985)
- Shimon Yehudah Harris (1993–1994)
- Gavin Broder (1996–2000)
- Yaakov Pearlman (2001–2008)
- Salman Lent (2008–laufend)

  Luxemburg 
  Niederlande 
- Binyomin Jacobs (Seit 2008)

  Norwegen 
- Michael Melchior (1980–2010)

  Polen 
- Pinchas Menachem Joskowicz (1988–1999)
- Michael Schudrich (2004–)

  Tschechien 
- Filip Bondy (1830–1907)
- Karol Sidon (1942–)

 Ungarn 
- Meir Eisenstadt (1708–)
- Alexander ben Menahem
- Phinehas Auerbach
- Jacob Eliezer Braunschweig
- Hirsch Semnitz
- Simon Jolles (1717–?)
- Samson Wertheimer (1693?–1724)
- Issachar Berush Eskeles (1725–1753)[1]
- Joseph Hirsch Weiss[2][3]
- Samuel Kohn
- Simon Hevesi (Vater von Ferenc Hevesi)
- Ferenc Hevesi
- Moshe Kunitzer (1828–1837)
- Julius Dessauer (1832–1883)
- Koppel Reich
- Chaim Yehuda Deutsch
- József Schweitzer
- Robert Deutsch

### In Afrika
Südafrika 
- Joseph H. Hertz (1898–1911) (inoffiziell)
- Judah Loeb Landau (1915–1942)
- Louis Rabinowitz (1945–1961)
- Bernard M. Casper (1963–1987)
- Cyril Harris (1988–2004)
- Warren Goldstein (seit 2005)

### In Amerika
Argentinien 
- Gabriel Davidovich[4]

## Städte
Einige Großrabbiner bzw. Oberrabbiner einiger Städte:

### Städte in Europa

#### Deutsche Städte
Bremen
- Natanel Teitelbaum

 Frankfurt am Main
- Sabbatai Halevi Horwitz (1632–1642)
- Jesaja Halevi Horwitz (1678–1686)
- Jakob Jehoschua Falk (um 1740–1750)

 Hamburg
- Anschel Stern (1820–1888), Oberrabbiner von Hamburg

 München
- Hans Grünewald (bis 1984)
- Pinchas Paul Biberfeld (1984–1994)
- Steven Langnas (1999–2011)
- Arie Folger (seit 2011)

 Trier
- Samuel Marx (1804–1827)
- Joseph Kahn (1841–1875)

#### Österreichische Städte
Baden bei Wien
- Wilhelm Reich (1880–1929)[6]
- Hartwig Naphtali Carlebach (1931–1938)[7]
- Schlomo Hofmeister (seit 2016), Landesrabbiner von Niederösterreich und Oberrabbiner von Baden bei Wien

 Eisenstadt
- Samson Wertheimer, ungarischer Landesrabbiner und Oberrabbiner von Eisenstadt (lebte von 1658 bis 1724)
- Schlomo Hofmeister (seit 2016), Burgenländischer Landesrabbiner und Oberrabbiner von Eisenstadt

 Graz
- Schlomo Hofmeister (seit 2016), Landesrabbiner der Steiermark und Oberrabbiner von Graz

 Wien
- Jitzchok ben Mosche, „Or Sorua“ (lebte etwa von 1200 bis 1270)
- Jomtow Lipmann Heller, „Tosfos Jomtov“ (lebte von 1578 bis 1654)
- Scheftel Horowitz (lebte von 1561 bis 1619)
- Shabbethai Horowitz (lebte von 1590 bis 1660)
- Gerschon „Ulif“ Aschkenasi (lebte von ca. 1612–1693)
- Samson Wertheimer, Landesrabbiner und Oberrabbiner von Wien (lebte von 1658 bis 1724)
- Mosche Chanoch Berliner (lebte von 1727 bis 1793)
- Lazar Horowitz, Oberrabbiner von Wien (1828–1868) und Oberrabbiner der IKG-Wien (1852–1868)
- Adolf Jellinek, Oberrabbiner der IKG-Wien (1865–1893)
- Moritz Güdemann, Oberrabbiner der IKG-Wien (1894–1918)
- Zwi Perez Chajes, Oberrabbiner der IKG-Wien (1918–1927)
- David Feuchtwang, Oberrabbiner der IKG-Wien (1933–1936)
- Israel Taglicht (1936), provisorischer Oberrabbiner der IKG-Wien
- Akiva Eisenberg, Oberrabbiner der IKG-Wien (1948–1983)
- Abraham Yona Schwartz, Oberrabbiner der Kehal Yisroel (in wien seit 1982)
- Paul Chaim Eisenberg, Oberrabbiner der IKG-Wien (1983–2016)
- Moshe Elieser Weiss, Oberrabbiner der Machsike Hadas Wien (seit 2007)
- Arie Folger, Oberrabbiner der IKG-Wien (2016–2019)
- Yakov Hotoveli, Sefardischer Oberrabbiner von Wien (seit 2007), Av Beth Din von Wien (seit 2017)
- Jaron Engelmayer, Oberrabbiner der IKG-Wien (seit August 2020)

#### Sonstige europäische Städte
Amsterdam, Niederlande
- Joseph Zevi Hirsch Dünner (1874–1911)
- Tzvi Ashkenazi
- Aryeh Ralbag

 Antwerpen, Belgien
- Chaim Kreiswirth (1953–2001)

 Budapest, Ungarn 
- Yonasan Steif, vor dem Zweiten Weltkrieg

 Genf, Schweiz
- Alexandre Safran (1948–1989)

Istanbul, Türkei 

Siehe auch: Hahambaşı (türkisch: Groß- oder Oberrabbiner)
- Eli Capsali (1452–1454)
- Moses Capsali (1454–1497)
- Elijah Mizrachi (1497–1526)
- Mordechai Komitano (1526–1542)
- Tam ben Yahya (1542–1543)
- Eli Rozanes ha-Levi (1543)
- Eli ben Hayim (1543–1602)
- Jehiel Baschan (1602–1625)
- Joseph Mitrani (1625–1639)
- Jomtov Benjaes (1639–1642)
- Jomtov Hananiah Benjakar (1642–1677)
- Chaim Kamhi (1677–1715)
- Judah Benrey (1715–1717)
- Samuel Levi (1717–1720)
- Abraham Rozanes (1720–1745)
- Salomon Hayim Alfandari (1745–1762)
- Meir Ishaki (1762–1780)
- Eli Palombo (1780–1800)
- Chaim Jacob Benyakar (1800–1835)
- Abraham Levi Pascha (1835–1839)
- Samuel Hayim (1839–1841)
- Moiz Fresko (1841–1854)
- Yacob Avigdor (1854–1870)
- Yakir Geron (1870–1872)
- Moses Halevi (1872–1909)
- Chaim Nahum Effendi (1909–1920)
- Shabbetai Levi (1920–1922)
- Isaac Ariel (1922–1926)
- Haim Bejerano (1926–1931)
- Haim Isaac Saki (1931–1940)
- Rafael David Saban (1940–1960)
- David Asseo (1961–2002)
- Ishak Haleva (seit 2002)

 Kopenhagen, Dänemark 
- Max Friediger (1920–1947)
- Marcus Melchior (1947–1969)
- Bent (Binyamin) Melchior (1969–1996)
- Bent Lexner (1996–2014)

 Krakau, Polen
- Dow Ber Meisels (1832–1856)

 Leiden, Niederlande
- Simon de Vries

 London, Großbritannien
- Jonathan Sacks, Baron Sacks (1991–2013)
- Ephraim Mirvis (seit 2013)

 Lyon, Frankreich
- Richard Wertenschlag (präsent)

 Lwiw, Ukraine
- Meir Dick (-1653)
- David ben Samuel ha-Levi (1653–1667)
- Zwi Hirsch Aschkenasi (-1717)
- Jakob Jehoschua Falk (1717–1731)

 Metz, Frankreich
- Nathan Netter (1900–1954)

 Moskau, Russland
- Chaim Berlin (1865–1889)
- Jakov Mazeh (1893–1924)
- Shmarya Yehuda Leib Medalia (1933–1938)
- Shmuel Leib Levin (1943–1944)
- Shlomo Shleifer (1944–1957)
- Yehuda Leib Levin (1957–1972)
- Adolf Shayevitch (1983, offiziell 1993–seit 2007)

 Nové Zámky, Slowakei
- Ernest Klein (1931–1944)

 Paris, Frankreich
- Rene Gutman
- Isaie Schwartz
- Israel Levi
- Julien Weil (1933–1950)
- Jacob Kaplan (1950–1955)
- Joseph Sitruk
- Gilles Bernheim
- Michel Gugenheim (Seit 2012)

 Prag, Tschechien
- Judah Löw (1597–1609)
- Jesaja Horovitz (um 1614–um 1621)
- Salomo Juda Rapoport (1840–1867)
- Heinrich Brody (1912–1930)

 Rom, Italien
- Israel Zolli (1940–1943)
- Elio Toaff (1951–2002)
- Riccardo Di Segni (seit 2002)

 Rotterdam, Niederlande
- Josiyahu Pardo
- Arye Leib Breslau
- Joseph Isaacsohn
- Bernhard Löbel Ritter
- A.B.N. Davids
- Lou Vorst (1945–1971)
- A. Hutterer
- Raphael Evers

 Sankt Petersburg, Russland
- Jizchak Blaser (1861/62–1880)

 Sátoraljaújhely, Ungarn
- Mosche Teitelbaum (1808–1841)
- Leopold Teitelbaum
- Jekutiel Teitelbaum (1841–1856)
- Jeremia Löw
- Koloman Weisz
- Isidor Goldberger

 Straßburg, Frankreich
- David Sinzheim (1808–1812)

 Venedig, Italien

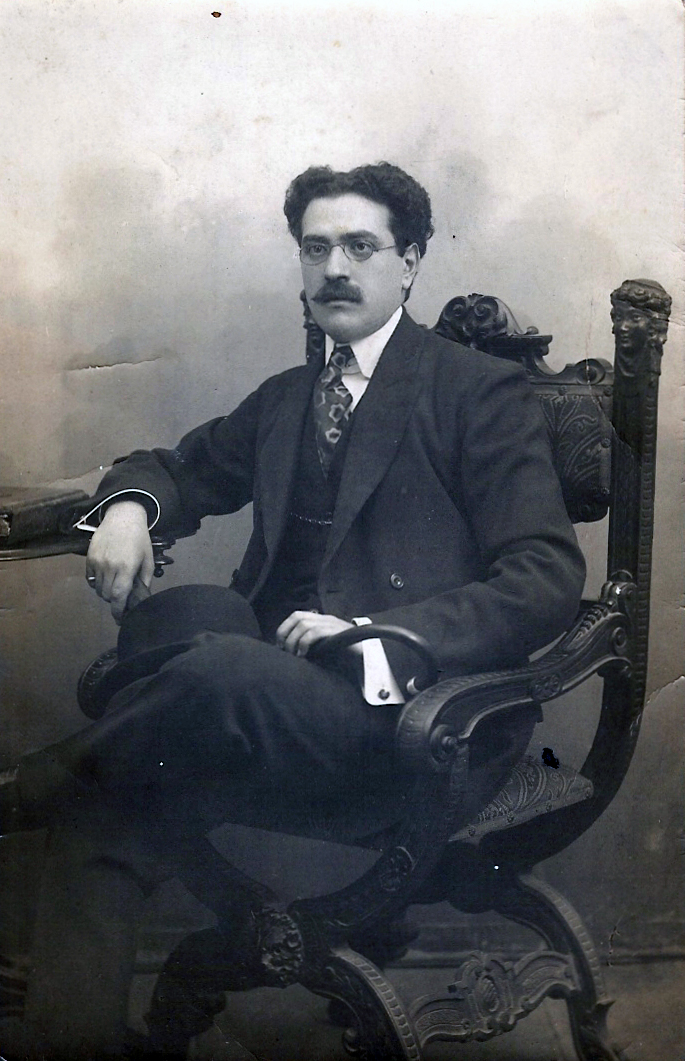
Oberrabbiner Adolfo Ottolenghi (Livorno, Italien 1912)

- Adolfo Ottolenghi (1919–1944), Oberrabbiner von Venedig

 Warschau, Polen
- Dow Ber Meisels (1856–1861)
- Pinchas Menachem Joskowicz (1988–1999)
- Michael Schudrich (seit 2004)

### Städte in Amerika
Baltimore, Maryland, USA
- Abraham N. Schwartz (1934 gestorben)
- Joseph H. Feldman (1972 im Ruhestand, 1992 gestorben)

 Caracas, Venezuela 

Aschkenasisch:
- Isaac Cohén (seit 2007)

Sephardisch:
- Pynchas Brener (seit 2007)

 Chicago, USA
- Yaakov Dovid Wilovsky bekannt als Ridbaz, Großrabbi der russisch-amerikanischen Kongregationen 1903–1905

Hoboken, New Jersey, USA
- Chaim Hirschensohn (1904–1935), Hoboken, Jersey City, Union Hill und umliegende Gebiete[8]

 Montreal, Kanada 

Aschkenasich:
- Pinchas Hirschprung (1969–1998)[9]
- Avraham David Niznik (1998–2006)[10][11]

Sephardisch:
- David Sabbah[12]

 New York City, USA
- Jacob Joseph
- Yosef Yitzchok Parnes

 St. Louis, Missouri, USA
- Menachem Zvi Eichenstein
- Sholom Rivkin[13] (seit 2007)

### Städte in Israel
Haifa, Israel

Aschkenasisch:
- Yehoshua Kaniel
- She’ar Yashuv Cohen (1975–2011)

Sephardisch:
- Eliyahu Bakshi-Doron (1975–1993)

 Hebron
- Chaim Hezekiah Medini (1891–1904)

 Jerusalem, Israel

Aschkenasisch:
- Meir Auerbach (–1878)
- Shmuel Salant (1878–1909)
- Chaim Berlin (1909–1915)
- Abraham Isaak Kook (1919–1921)
- Tzvi Pesach Frank (1936–1960)
- Betzalel Zolty (1977–1982)
- Yitzhak Kolitz (1983–2002)[14]
- Aryeh Stern (seit 2014), nach zwölfjähriger Vakanz des Amtes[15]

Sephardisch:
- Raphael Meir Panigel (1880–1892)
- Jacob Saul Elyashar (1893–1906)
- Jacob Meir|Yaacob Meir (1906)
- Elijah Moses Panigel (1907–1909)
- Nahman Batito (1909–1911)
- Moshe Franco (1911–1915)
- Haim Moshe Elyashar (1914–1915)
- Nissim Yehudah Danon (1915–1921)
- Jacob Meir (1921–1939)
- Schalom Messas (1978–2003)
- Shlomo Amar (seit 2014), nach elfjähriger Vakanz des Amtes[15]

 Tel Aviv-Jaffa, Israel
Aschkenasisch:
- Abraham Isaak Kook (1904–1919), in Jaffa
- Schlomo HaCohen Aharonson (1923–1935)
- Mosche Avigdor Amiel (1936–1946)
- Isser Jehuda Unterman (1946–1964)
- Schlomo Goren (1972–1973)
- Isaak Jedidia Frenkel (1973–1986)
- Israel Meir Lau (1988–1993)

Sephardisch:
- Ben-Zion Meir Hai Uziel (1911–1939)
- Ja’akov Mosche Toledano (1942–1958)
- Ovadia Yosef (1968–1973)
- Chaim David HaLevi (1973–1998)

Allein amtierend:
- Shlomo Amar (2002–2003)
- Israel Meir Lau (seit 2003)